# Frederic van Haaren
Frederic van Haaren (Antwerpen, 21 november 1960) is een Belgisch ondernemer, bestuurder en politicus voor de Open Vld.

## Biografie
Frederic van Haaren liep school aan het Koninklijk Atheneum in Kapellen en Finisterai in Knokke. Hij studeerde twee jaar voorbereiding op architectuur aan de Sint-Lucasschool in Gent.
Van 1982 tot 1988 werkte hij op de afdeling verkoop en organisatie van Eurasco. Sinds 1989 is hij zelfstandig ondernemer en partner in verschillende bedrijven. Sinds 1993 is hij bestuurder bij de holding Ackermans & van Haaren, de holding boven onder meer baggeraar DEME en de financiële instellingen Delen Private Bank en Bank J. Van Breda en Co.
Hij is sinds 1983 gemeenteraadslid van Kapellen, waar hij sinds 1995 schepen is. Sinds 2019 is hij bevoegd voor openbare werken, dierenwelzijn, groenvoorziening, begraafplaatsen en milieu. Van Haaren is of was:
- voorzitter van basisschool Zonnekind in Kalmthout
- voorzitter van het Consultatiebureau voor het Jonge Kind vzw
- voorzitter van Bosgroepen Antwerpen Noord vzw
- afgevaardigd bestuurder van Zandwinning Meer nv
- zaakvoerder van Ebco bvba
- bestuurder van Multi-Communication, Behego en Belfimas
- bestuurder van het Belgisch-Nederlands Grensoverleg
- lid van de politieraad van Politiezone Noord
- lid van de raad van bestuur van water-link (voorheen Antwerpse Waterwerken)
- bestuurder van de Koepel van Vlaamse Bosgroepen
- lid van de commissie milieu van de intercommunale IGEAN